# 佛家奴
佛家奴（?—?），元朝大臣。元顺帝时中书平章政事。
至正十九年（1359年）四月，红巾军攻陷辽东金州、复州等州，司徒、知枢密院事佛家奴调兵平定。七月戊申，元顺帝命中书平章政事佛家奴、也先不花等统领探马赤军进征辽阳。至正二十二年（1362年）佛家奴改任御史大夫。因为不愿意依附奇皇后，被弹劾贬居潮河。